# Top of the World (canção de The Pussycat Dolls)
Top of the World (em português:  Topo Do Mundo) é uma música lançada, inicialmente, em formato de Download Digital em 3 de Fevereiro de 2009 pelo grupo norte-americano The Pussycat Dolls. A canção é faixa do álbum Doll Domination 2.0. A música é tema de abertura da série The City da MTV americana.

## Informações gerais
"Top of the World" foi gravada para ser o tema da série "The City", da MTV. Foi lançado como single digital no iTunes no dia 3 de fevereiro de 2009. Nicole Scherzinger canta a maior parte da canção, acompanhada de Melody Thornton e Jessica Sutta. Diferente dos demais singles, "Top of the World" não possui videoclipe.

## Desempenho
| Parada (2009)            | Posição |
| ------------------------ | ------- |
| U.S.A iTunes Hot 100     | 29      |
| Canada iTunes Hot 100    | 15      |
| U.S.A Billboard Hot 100  | 79      |
| Canada Billboard Hot 100 | 53      |